# Localhost
A localhost a számítógép-hálózatoknál az egyes állomások saját magukra mutató neve. (IPv4 címe: 127.0.0.1; IPv6: ::1).
Ha a web böngészőbe leírjuk a http://localhost címet, automatikusan a saját gépünkön lévő webszerver kezdőlapját próbálja lekérni. Ha nem futtatunk http szervert (Apache,Nginx), akkor "A kapcsolódás sikertelen" (Firefox), "A webhely nem érhető el" (Chrome), "Ez a lap nem jeleníthető meg" (Explorer) üzenetet kapunk.
A localhost pingelésére minden esetben lehetőség van. Amennyiben a munkaállomásban van loopback interfész, a ping minden esetben választ fog kapni. A loopback interfészt mint egyfajta ellenőrzést használhatjuk mikor ping kérést küldünk felé. Amennyiben válaszol az azt jelenti, hogy az adott operációs rendszer IP szintig megfelelően működik. Ez természetesen nem jelenti, hogy a felette álló protokollokban nem lehet hiba, de mindenképpen egy jó kiindulási alap amennyiben hálózati problémát próbálunk felderíteni.

## A localhost felhasználása
- Szoftver-fejlesztési célra.A programozó csak egy számítógépet használ, mégis tud kliens- és szerveroldali programokat is írni.
- Néhány webview-alapú asztali alkalmazás használja (Brackets kódszerkesztő node.js-sel, GitHub desktop). Ezek a programok nem igényelnek webkiszolgálót.
- Linux-os programok egymás közti kommunikációra, emiatt fontos, hogy ezt átengedjük a tűzfalon.
- A legtöbb adatbázis-kezelőhöz lehet localhost-on csatlakozni. A MySQL egyes kiadásai ehhez egy Unix domain socket-et használnak.

## IETF-specifikáció
Az IETF a 3330-as RFC-ben  írja le a loopback részére lefoglalt 127.0.0.0/8-as címet (a /8 az alhálózatra utal). Ez a címtartomány nem foglalható le egyetlen ISP (Internet Service Provider: internetszolgáltató) által sem.